# Deux vieillards mangeant de la soupe
Deux vieillards mangeant de la soupe (en espagnol : Dos viejos comiendo sopa) est l'une des Peintures noires qui décoraient la Quinta del Sordo, maison que Francisco de Goya acquit en 1819. Cette œuvre devait probablement être placée en hauteur au rez-de-chaussée de la maison.

## Contexte
La peinture, comme le reste des peintures noires, fut transféré du plâtre à la toile, en 1874, par Salvador Martinez Cubells, sur commande du baron Emile d'Erlanger, un banquier français, d'origine allemande, il avait l'intention de les vendre lors de l’Exposition universelle de Paris en 1878. Cependant, le travail n'attira pas les acheteurs et il fit don en 1881, au Musée du Prado, où il est exposé.

## Description et analyse

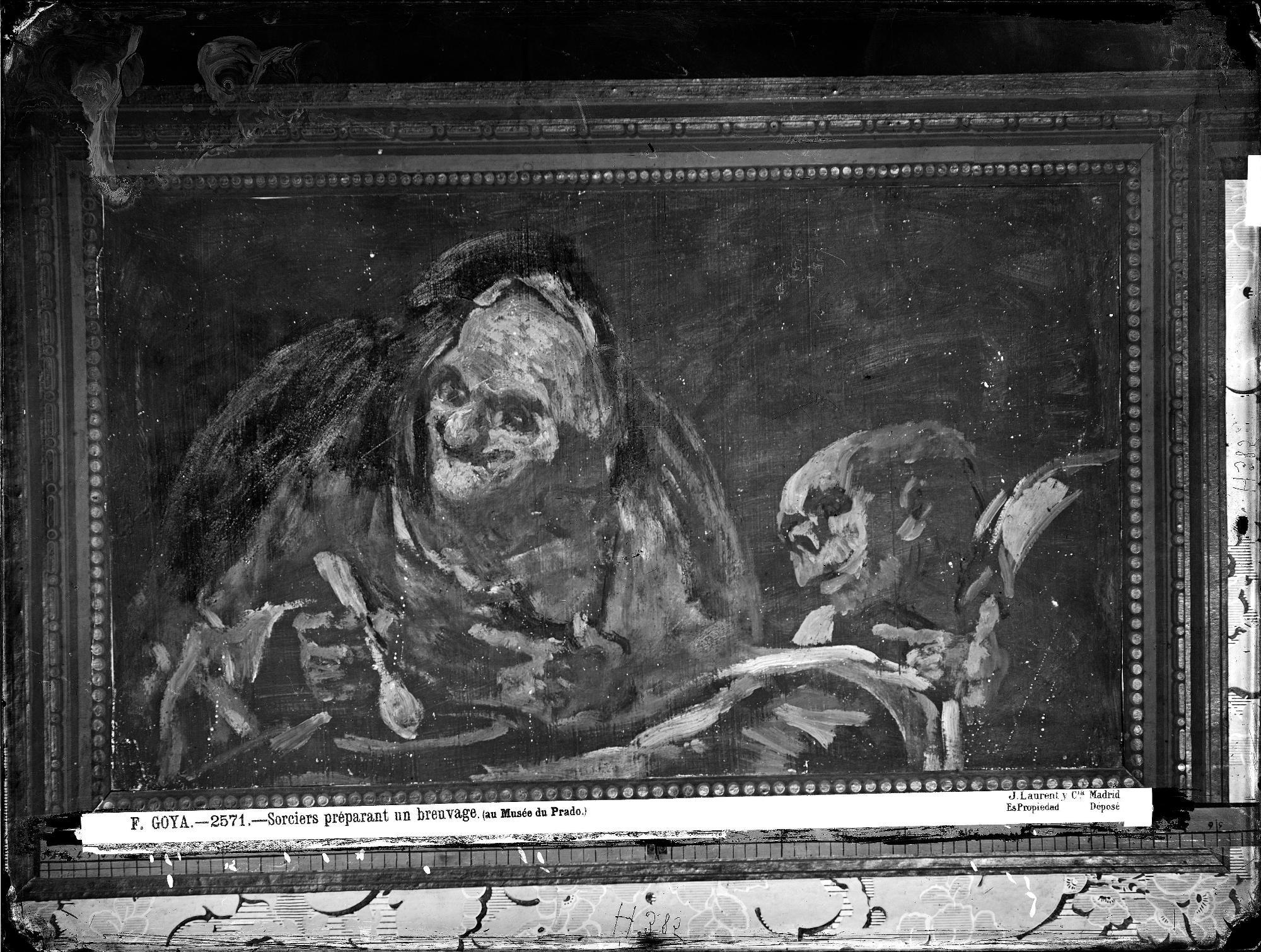
La peinture originale prise en photo sur la Quinta del Sordo par Jean Laurent en 1874. L'enseigne indiquant « Museo del Prado » fut ajoutée sur le négatif de verre original par les successeurs de Laurent, vers 1890 (Institut du patrimoine culturel d'Espagne).

La toile représente deux personnes âgées, dont on ne sait pas si ce sont des hommes ou des femmes. Celui de gauche avec un foulard blanc grimace, probablement à cause du manque de dents. L’autre contraste fortement avec le premier. Ses yeux sont creux et noirs, sa tête cadavérique fait penser à un crâne.
Les coups de pinceau sont décidés, appliqués très librement et rapidement. Ceux des doigts sont chargés de peinture, ce qui les fait paraître arthritiques. La spatule fut très utilisée. 
Comme l’ensemble des peintures noires, la gamme de couleurs est réduite à l'ocre, la terre, le gris et le noir. Elles sont considérées comme des précurseurs de l'expressionnisme du XXe siècle.